# Alf (album)
Alf è l'album di debutto come solista della cantautrice pop Alison Moyet, già componente del gruppo musicale Yazoo, pubblicato nel 1984 dalle etichette discografiche CBS e Columbia Records. Originariamente uscito come 33 giri, nel 1990 è stato ripubblicato in formato CD dalla Sony BMG. A fine novembre 2016 viene pubblicata una edizione speciale a 2 CD dell'album (insieme ad altri tre titoli della sua discografia), edizione che include anche tutti i remix pubblicati su 12" e una serie di brani dal vivo.
Tutte le tracce sono state scritte dalla stessa Moyet insieme ai produttori del disco, Steve Jolley e Tony Swain, tranne Invisible, composta da Lamont Dozier. Dal disco sono stati estratti tre singoli: Love Resurrection, All Cried Out e la stessa Invisible.
Il disco ha ottenuto un buon successo commerciale, in particolar modo in Regno Unito e Nuova Zelanda, dove ha raggiunto la vetta delle rispettive classifiche di vendita.

## Tracce

### Edizione LP
CBS 26229
Lato A
Testi e musiche di Steve Jolley, Alison Moyet, Tony Swain eccetto dove indicato.
1. Love Resurrection – 3:52
2. Honey for the Bees – 4:12
3. For You Only – 4:06
4. Invisible – 4:00 (Lamont Dozier)
5. Steal Me Blind – 3:18

Lato B
Testi e musiche di Steve Jolley, Alison Moyet, Tony Swain.
1. All Cried Out – 6:50
2. Money Mile – 3:44
3. Twisting the Knife – 3:28
4. Where Hides Sleep – 4:17

### Edizione CD (versionedeluxe, 2016)
1. Love Resurrection (U.S. Long Version) – 5:32
2. All Cried Out (The Remix) – 8:05
3. Invisible (Extended version) – 6:04
4. For You Only (Extended New Version) – 6:13
5. Love Resurrection (Love Injected Remix) – 8:52
6. Baby I Do – 3:11 (Moyet, Jolley, Swain)
7. Invisible (Transparent Mix) – 6:36
8. Hitch Hike – 2:41 (Marvin Gaye, William "Mickey" Stevenson, Clarence Paul)
9. For You Only (New Version) – 3:54
10. That Ole Devil Called Love – 3:05 (Allan Roberts, Doris Fisher)
11. Don't Burn Down the Bridge – 3:56 (Ronnie Miller)
12. That Ole Devil Called Love (Jazz Version) – 3:07
13. Don't Burn Down the Bridge (Extended Version) – 6:38
14. Twisting the Knife (live at the Dominion, 1985) – 3:27
15. That Ole Devil Called Love (live at the Dominion, 1985) – 3:44

## Classifiche
| Classifica (1985) | Posizione raggiunta |
| ----------------- | ------------------- |
| Regno Unito       | 1                   |
| Nuova Zelanda     | 1                   |
| Svizzera          | 2                   |
| Norvegia          | 3                   |
| Paesi Bassi       | 3                   |
| Germania          | 5                   |
| Australia         | 9                   |
| Svezia            | 11                  |
| Canada            | 12                  |
| Italia            | 16                  |
| Stati Uniti       | 45                  |